# Terroranschlag in Kabul am 3. Juni 2017
Bei dem Terroranschlag in Kabul am 3. Juni 2017 starben mindestens 20 Menschen und weitere 119 wurden verletzt. Auf einer Trauerfeier für einen getöteten Demonstranten detonierten drei Sprengsätze. Bisher bekannte sich niemand zu der Tat.

## Hintergrund
Etwa 1000 Bewohner Kabuls demonstrierten nach zahlreichen Anschlägen am 2. Juni 2017 gegen die Regierung, weil diese zu wenig für die Sicherheit der Afghanen unternehme. Auslöser der Demonstration war der verheerende Bombenanschlag in Kabul einen Tag zuvor. Dabei war ein mit Sprengstoff beladener LKW im Diplomatenviertel Wasir Akbar Chan explodiert und hatte mindestens 90 Menschen getötet und mehr als 400 verletzt. Die Demonstranten forderten den Rücktritt der Regierung von Präsident Aschraf Ghani. Sie verlangten auch den Rücktritt des Innenministers und des Leiters des Sicherheitsrats und Nachrichtendienstes.
Zur Niederschlagung der Demonstration setzte die afghanische Polizei Wasserwerfer und Tränengas ein. Auch feuerte sie mit Maschinenpistolen in Richtung der Demonstranten, um sie daran zu hindern, zum Präsidentenpalast in der Innenstadt vorzudringen. Nach Angaben der Behörden starben so zwei Menschen. Einer von ihnen war der Sohn des stellvertretenden Senatspräsidenten.
Amnesty International kritisierte die Aktion der Polizei als unverhältnismäßig und forderte, die Verantwortlichen für den Tod der Demonstranten müssten zur Rechenschaft gezogen werden.
Auch am Tag nach der Trauerfeier gingen die Proteste weiter. Mehrere hundert Menschen versammelten sich erneut; viele von ihnen hatten die Nacht in Zelten nahe dem Präsidentenpalast verbracht.

## Anschlag
Während der Trauerfeier für den getöteten Demonstranten Mohammad Salem Isedjar auf dem Khair-Khana-Friedhof explodierten drei an Selbstmordattentätern angebrachte Sprenggürtel. Bei der Trauerfeier waren u. a. der Co-Regierungschef Abdullah Abdullah und andere afghanische Spitzenpolitiker anwesend. Insgesamt waren um die 1000 Menschen bei der Feier anwesend. Mindestens 20 Menschen starben, und weitere 87 Menschen wurden verletzt. Das Gesundheitsministerium hatte zunächst von sieben Toten gesprochen. Ein vierter Selbstmordattentäter konnte verhaftet werden, weil seine Sprengladung nicht explodierte.
Die Taliban wiesen eine Verantwortung für den Anschlag von sich.

## Weblink
- Drei Bomben explodierten während einer Trauerfeier in Kabul, in: FAZ.net, 3. Juni 2017, abgerufen am 9. Juni 2017 (epa-Agenturbild der nach der Explosion flüchtenden Menschen).